# Зои Штрауб
Зои Штрауб (Беч, Аустрија, 1. децембар 1996) аустријска је певачица, текстописац и глумица. Њени родитељи Кристоф и Ромина Штрауб су познати аустријски музичари. Своје песме углавном изводи на француском језику.
Представљала је Аустрију на Песми Евровизије 2016. у Стокхолму, где је са песмом на француском језику Loin d'ici (српски Далеко одавде) успела да се пласира у финале такмичења.

## Биографија
Зои је рођена 1. децембра 1996. године у музичкој породици, и од малих ногу почела је да се занима за музику. Њени родитељи, Кристоф и Ромина Штрауб који су заједно наступали у аустријском поп-фолк дуету Papermoon, од најранијег узраста су своју кћерку усмеравали у музички свет. Тако је Зои са свега 6 година (2002) певала у дечијој верзији песме Doop Doop која се у оригиналу налазила на албуму групе Papermoon. Године 2007. Зои је учествовала у дечијем музичком такмичењу Kiddy Contest, а исте године родитељи су је уписали у француску средњу школу у Бечу (Lycée Français de Vienne) где се школовала наредних 9 година.
Током 2015. појавила се као глумица у 4 епизоде аустријског ситкома „Vorstadtweiber”, а исте године учествовала је на аустријском националном избору за Песму Евровизије где је са песмом „Quel filou” коју је написала заједно са оцем заузела треће место. У октобру исте године објавила је свој дебитантски албум „Debut” са 12 песама на француском језику, а албум је остварио пласман међу 5 најслушанијих поп албума у Аустрији.
Дана 12. јануара 2016. аустријска национална телевизија објавила је да ће Зои бити један од учесника националног избора за Песму Евровизије те године. Месец дана касније, 12. фебруара Зои је успела да са песмом Loin d'ici победи на националном такмичењу, и тако постане 49. представник Аустрије на том такмичењу. У првом полуфиналу Песме Евровизије 2016. које је одржано 10. маја у Глобен арени у Стокхолму Зои се пласирала међу десет најбољих и тако остварила пласман у финале које је одржано 4 дана касније.